# Содзюцу
Содзюцу (яп. 槍術 со:дзюцу, «искусство копья») — японское военное искусство владения копьём яри (яп. 槍).

## Происхождение
Копье играет важную роль в японской мифологии, где говорится, что японские острова появились когда с наконечника копья начали падать солёные капли. В качестве оружия первые прототипы копья были привезены из материковой Азии. Эти ранние версии не рассматривались в качестве подходящих для японцев, которые позже переработали их.

## Использование и популярность
Яри был популярным оружием в течение феодального периода Японии. Оно было дешевле в производстве и требовало меньше подготовки, чем другое оружие. Использовалось отрядами асигару в сочетании с применением огнестрельного оружия. Пик популярности содзюцу было сразу после монгольского нашествия 13-го века, так как монголы сами использовали копейщиков в большом количестве.
Японцы в конечном счете модифицировали наконечники копья, что привело к ряду различных вариаций. Это позволило использовать копье как пешком, так и верхом на лошади, делать не только прямые выпады, но и рубящие и режущие удары.

## Современная практика
Содзюцу, как правило, только один компонент учебного плана в общеобразовательных традиционных (корю) школах. До сих пор сохранившаяся Тэнсин Сёдэн Катори Синто-рю утверждает, что она первая школа, которая включила содзюцу в свою программу школьного обучения, а другой очень хорошо известной школой содзюцу является Ходзоин-рю.